# Agrostophyllum brevipes
Agrostophyllum brevipes är en orkidéart som beskrevs av George King och Robert Pantling. Agrostophyllum brevipes ingår i släktet Agrostophyllum och familjen orkidéer. Inga underarter finns listade i Catalogue of Life.